# 遊び図鑑
『遊び図鑑』（あそびずかん）は、福音館書店から出版されている本。奥成達文 、ながたはるみ絵。 
昔から現代の遊びまで計800を、豊富なイラスト計4000点で丁寧に描いている。
ISBN 978-4-8340-0165-5

## 関連書籍
- 奥成達 (1995). 駄菓子屋図鑑. 飛鳥新社. ISBN 9784870312258